# Alejandro Legaspi
Alejandro Legaspi (Montevideo, 27 de marzo de 1948) es un director, editor y guionista de cine uruguayo.

## Biografía
Legaspi nació en Montevideo el 27 de marzo de 1948. Ingreso en 1967 a la Escuela de Bellas Artes en Montevideo para estudiar pintura.
Con otros realizadores en Uruguay formó la Cinemateca del Tercer Mundo en 1969 en donde colaboró como camarógrafo en el documental La bandera que levantamos y como montajista en el documental Una epidemia de sarampión.
Alejandro Legaspi se casó con la periodista y crítica cinematográfica Rosalba Oxandabarat. En 1974 se exiliaron en Perú a consecuencia de la dictadura militar uruguaya. En 1973 nace el actor Julián Legaspi. Allí formó la productora “Marcha” y se dedicó a la realización de documentales, entre los que destacaron: Y se queda silencio y Dale golpe a ese cajón.
En 1979, mientras era corresponsal de guerra en Nicaragua, participó en el documental Victoria de un pueblo en armas (1979) y en el largometraje de ficción La Insurrección (1980) de Peter Lilienthal. Además, fue asesor del Instituto de Cine de Nicaragua.
En 1982 formó en Lima el colectivo de cine Grupo Chaski junto con Stefan Kaspar, Fernando Espinoza, María Barea y Fernando Barreto.
Paralelamente se ha desempeñado como profesor de los curso en la Pontificia Universidad Católica del Perú y en el Instituto Charles Chaplin en cursos de realización cinematográfica, documental periodístico y dirección de fotografía.
Asimismo, ha sido en dos ocasiones jurado en el Festival de Cine de La Habana y jurado del concurso de proyectos cinematográficos en Colombia, Uruguay y Perú.

## Filmografía

### Largometrajes
- 2024. El Regreso, director, guionista y productor.
- 2015. La Ultima Noticia, director, coguionista y productor.
- 1993. Reportaje a la muerte, personaje David.
- 1989. Juliana,  codirección dentro del Grupo Chaski, junto a Fernando Espinoza
- 1984. Gregorio, codirección dentro del Grupo Chaski, junto a Stefan Kaspar, Fernando Espinoza, Fernando Barreto y María Barea
- 1980. Abisa a los compañeros, director de fotografia.

### Cortometrajes y mediometrajes
- 1982. Miss Universo en el Perú.
- 1985. Caminos de liberación
- 1987. Margot la del Circo
- 1987. Perú: ni leche, ni gloria
- 1987. Encuentro de hombrecitos
- 1989. Crisanto el Haitiano
- 2005. Tipo de Memoria
- 2007. Sueños lejanos
- 2013. El azaroso camino de la fe
- 2019. Kukama, la lengua de mis abuelos